# Liste der Mitglieder der American Academy of Arts and Sciences/1886
Im Jahr 1886 wählte die American Academy of Arts and Sciences 6 Personen zu ihren Mitgliedern.

## Neugewählte Mitglieder
- Félix Joseph Henri de Lacaze-Duthiers (1821–1901)
- Emil Heinrich Du Bois-Reymond (1818–1896)
- Oliver Whipple Huntington (1858–1924)
- Gaetano Lanza (1848–1928)
- William Thompson Sedgwick (1855–1921)
- Pierre Joseph van Beneden (1809–1894)